# Вилијам Кон
Вилијам Мортон Кон (енгл. William Morton Kahan; Торонто, 5. јун 1933) је канадски математичари информатичар, познат по свом доприносу на пољу нумеричке анализе.